# Agencia de Promoción de la Inversión Extranjera
InvestChile es la Agencia de Promoción de la Inversión Extranjera de Chile. El organismo representa al Estado de Chile en sus tratos con los inversionistas extranjeros y apoya el posicionamiento de Chile como plaza de alto atractivo para la inversión extranjera y los negocios internacionales actuando en materias relacionadas con la administración y difusión de la normativa legal pertinente, el desarrollo de actividades de promoción de diversa índole y la elaboración de información relevante en materia de inversión extranjera, para inversionistas extranjeros y potenciales inversionistas.
InvestChile fue creado como resultado de la promulgación de la Ley 20.848 y tras la derogación del DL 600. La Agencia de Promoción de Inversión, InvestChile es dirigida por Karla Flores, economista de la Pontificia Universidad Católica de Chile y magíster en Macroeconomía Aplicada de la misma casa de estudios.
Al momento de ser nombrada en su cargo por el Presidente de Chile, Gabriel Boric, se desempeñaba como consultora Internacional sénior del Sector de Integración y Comercio del Banco Interamericano de Desarrollo (BID), para el Cono Sur.

## Servicios
- Atracción: Promover a Chile como destino de inversión extranjera directa a través de: Participación en eventos empresariales a nivel mundial; crear y difundir información general y de ambiente de negocios del país; promover información sobre oportunidades sectoriales de inversión; Promoción de la cartera de proyectos públicos
- Pre - Inversión: Asesorar directamente a nuevos inversionistas o inversionistas extranjeros que busquen expandir sus negocios en Chile, entregano: Información clave para la toma de decisiones; Asesorando y promoviendo visitas a terreno; entregando asesoría para obtención de subsidio para estudios de preinversión.
- Landing: Asesoría para la instalación de la empresa; entrega del Certificado de inversionista extranjero; Facilitar acceso a red regional de apoyo y asesoría para la postulación a fondos.
- Post Establecimiento: Gestión de consultas; Agenda de reuniones; Información para la reinversión: proyectos públicos y oportunidades; Ayuda para la exportación de productos.